# Cuộc chiến dưới tháp cổ
Cuộc chiến dưới tháp cổ (tựa gốc tiếng Anh: Alien vs. Predator hay còn được gọi là AVP: Alien vs. Predator) là một bộ phim hành động khoa học viễn tưởng năm 2004 được biên kịch và đạo diễn bởi Paul W. S. Anderson cùng với sự tham gia của Sanaa Lathan, Raoul Bova, Lance Henriksen và Ewen Bremner. Đây là phần đầu tiên của loạt phim Alien vs Predator, chuyển thể từ những quái vật cùng tên của hai loạt phim Alien và Predator, ban đầu được bắt nguồn từ một cuốn truyện tranh năm 1989 do Randy Stradley và Chris Warner sáng tác. Anderson cùng với những người tạo ra Alien, Dan O'Bannon, Ronald Shusett, Anderson và Shane Salerno đã chuyển thể câu chuyện thành kịch bản. Kịch bản của họ chịu ảnh hưởng từ thần thoại Aztec, loạt truyện tranh và các tác phẩm của Erich von Däniken. Trong phim, các nhà khoa học bị cuốn vào một cuộc chiến giữa Người ngoài hành tinh (Alien) và Kẻ săn mồi (Predator) khi họ cố gắng thoát khỏi một kim tự tháp cổ đại.
Cuộc chiến dưới tháp cổ được phát hành vào ngày 12 tháng 8 năm 2004 và nhận được những đánh giá tiêu cực từ giới phê bình, thu về 177,4 triệu USD trên toàn thế giới so với ngân sách sản xuất là 60 triệu USD. Phần tiếp theo, Aliens vs. Predator: Requiem, được phát hành năm 2007.

## Nội dung
Năm 2004, một vệ tinh phát hiện một đợt bức xạ bí ẩn bên dưới Bouvetøya, một hòn đảo cách bờ biển Nam Cực khoảng 1.000 dặm (1.600 km). Nhà công nghiệp giàu có Charles Bishop Weyland (Lance Henriksen) phát hiện qua hình ảnh nhiệt rằng có một kim tự tháp được chôn 2.000 ft (610 m) bên dưới lớp băng. Anh ta cố gắng khám phá nó để nâng tầm công ty truyền thông đa quốc gia của mình là Weyland Industries bằng cách tập hợp một nhóm các chuyên gia để điều tra và nghiên cứu. Nhóm nghiên cứu bao gồm các nhà khảo cổ học, chuyên gia ngôn ngữ học, thợ khoan, lính đánh thuê và một hướng dẫn viên tên Alexa "Lex" Woods (Sanaa Lathan).
Trong khi đó một con tàu của Predator tiến đến quỹ đạo Trái đất và bắn một chùm năng lượng nhắm vào vị trí kim tự tháp. Khi nhóm nghiên cứu đến trạm săn cá voi bị bỏ hoang phía trên nguồn nhiệt, họ tìm thấy một đường hầm không tự nhiên chạy trực tiếp bên dưới lớp băng về phía kim tự tháp. Weyland khẳng định hình ảnh vệ tinh của đội cho thấy rằng lối đi không có ở đó 24 giờ trước. Nhóm thám hiểm xuống đường hầm để xác định vị trí kim tự tháp bí ẩn và bắt đầu khám phá nó, sớm tìm thấy bằng chứng về một nền văn minh cổ đại và một phòng hiến tế chứa đầy bộ xương người, tất cả các bộ xương dường như đều có lồng xương sườn bị vỡ.
Trong khi đó, ba Predator - Scar, Celtic và Chopper - đến và giết các thành viên còn lại trên bề mặt. Họ tìm đường xuống kim tự tháp và đến nơi khi nhóm vô tình kích hoạt cấu trúc kim tự tháp và bị mắc kẹt trong đó. Nữ hoàng Xenomorph thức dậy và bắt đầu đẻ trứng. Khi trứng nở, những sinh vật kí sinh tấn công những người đang mắc kẹt trong buồng tế lễ. Chúng chui ra từ ngực họ và nhanh chóng phát triển thành Xenomorph trưởng thành. Xung đột nổ ra giữa các Predator, Xenomorph và con người, dẫn đến nhiều cái chết. Celtic và Chopper bị giết bởi một Xenomorph, Weyland cùng Lex và nhà khảo cổ học người Ý Sebastian De Rosa (Raoul Bova) chạy trốn khỏi Scar. Scar giết một Xenomorph bằng shuriken trước khi lột mặt nạ và đánh dấu mình bằng máu của Alien.
Lex và Sebastian quyết định rằng Predator phải chiến thắng để các Xenomorph không trốn thoát lên bề mặt. Sebastian bị Xenomorph bắt giữ, chỉ còn lại Lex và Scar chiến đấu với các Xenomorph. Scar sử dụng các bộ phận của một Xenomorph đã chết để làm vũ khí cho Lex và cả hai hợp thành một liên minh. Nữ hoàng Xenomorph sử dụng máu axit của chính mình để giải thoát khỏi sự kìm hãm và cùng với các Xenomorph khác bắt đầu đuổi theo Lex và Scar. Ngay khi họ chuẩn bị trốn thoát, Scar tách ra và sử dụng một quả bom trong cổ tay của mình để phá hủy kim tự tháp, các Xenomorph còn lại và những quả trứng. Lex và Scar chạy tới bề mặt, tuy nhiên Nữ hoàng Xenomorph vẫn sống sót và tiếp tục đuổi theo họ. Họ đánh bại Nữ hoàng bằng cách móc dây xích của trạm săn cá voi vào bể nước và đẩy nó xuống một vách đá, kéo xuống đáy đại dương. Tuy nhiên, Scar đã bị cái đuôi của Nữ hoàng Xenomorph đâm và chết vì vết thương.
Một con tàu của Predator xuất hiện. Họ đưa đồng đội đã hi sinh lên tàu và một Predator thủ lĩnh tặng cho Lex ngọn giáo của họ như một món quà. Những Predator khác nhận ra kỹ năng của cô qua biểu tượng Scar đốt cháy trên má cô bằng máu của Xenomorph trước khi anh chết. Tàu vũ trụ bay đi. Lex cũng rời khỏi khu vực. Một lát sau, một Chestburster có hình dạng lai của Xenomorph và Predator chui ra từ ngực của Scar.

## Diễn viên
- Sanaa Lathan vai Alexa "Lex" Woods, một hướng dẫn viên giàu kinh nghiệm đã dành nhiều thời gian khám phá môi trường Bắc Cực và Nam Cực.
- Raoul Bova vai giáo sư Sebastian De Rosa, một nhà khảo cổ học người Ý và là thành viên của nhóm thám hiểm, người có khả năng dịch các chữ tượng hình của kim tự tháp.
- Lance Henriksen vai Charles Bishop Weyland, người đứng đầu tỷ phú của Weyland Corporation và công ty con của nó, Weyland Industries, người tổ chức cuộc thám hiểm.
- Ewen Bremner vai Tiến sĩ Graeme Miller, một kỹ sư hóa học người Scotland, nhà khoa học chính của nhóm.
- Colin Salmon vai Maxwell Stafford, trợ lý cho ông Weyland và cựu sĩ quan Lực lượng đặc biệt Anh Quốc.
- Tommy Flanagan vai Mark Verheiden, một thành viên của đội hộ tống vũ trang đi cùng với đội thám hiểm.
- Carsten Norgaard vai Rusten Quinn, trưởng nhóm khoan.
- Joseph Rye vai Joe Connors, một thành viên của đội hộ tống vũ trang đi cùng với đội thám hiểm.
- Agathe de La Boulaye vai Adele Rousseau, một thành viên của đội hộ tống vũ trang đi cùng với đội thám hiểm.
- Sam Troughton vai Thomas Parks, nhà khảo cổ học thứ hai của nhóm thám hiểm, trợ lý của De Rosa.
- Petr Jákl vai Stone, một thành viên của đội hộ tống vũ trang đi cùng với đội thám hiểm.
- Liz May Brice là người giám sát tại trạm tiếp nhận vệ tinh Nebraska phát hiện sự nở nhiệt ở Nam Cực.
- Karima Adebibe trong vai một thiếu nữ hiến tế trong hồi tưởng về thời kỳ cổ đại.

- Tom Woodruff Jr. vai The Alien / "Grid". Alien do Woodruff thủ vai được gọi là Grid trong danh đề, có vết sẹo hình chữ thập trong trận chiến với Predator có tên là "Celtic".
- Ian Whyte vai The Predator / "Scar", một trong ba Predator chính đến Trái đất để săn lùng Xenomorphtrong kim tự tháp như một nghi thức thông hành. Whyte đóng vai Kẻ săn mồi chính, được gọi là Scar trong danh đề của bộ phim do nó đánh dấu mình bằng máu axit của Xenomorph. Whyte cũng đóng ba Kẻ săn mồi khác là "Chopper", "Celtic" và "Elder" (thủ lĩnh của Predator ở cuối phim).

## Sản xuất

### Phần phim tiếp theo của Alien
Trước khi 20th Century Fox bật đèn xanh cho Alien vs Predator, nhà văn / đạo diễn người ngoài hành tinh James Cameron đã thực hiện một câu chuyện cho bộ phim Alien thứ năm. Đạo diễn người ngoài hành tinh Ridley Scott đã nói chuyện với Cameron, nói rằng "Tôi nghĩ nó sẽ rất vui, nhưng điều quan trọng nhất là làm cho câu chuyện trở nên đúng đắn." Trong một cuộc phỏng vấn năm 2002, khái niệm của Scott về một câu chuyện là "quay trở lại nơi các sinh vật ngoài hành tinh lần đầu tiên được tìm thấy và giải thích cách chúng được tạo ra"; dự án này cuối cùng đã trở thành bộ phim Prometheus của Scott (2012). Khi biết rằng Fox có ý định theo đuổi Alien vs Predator, Cameron tin rằng bộ phim sẽ "giết chết tính hợp lệ của nhượng quyền thương mại" và ngừng làm việc với câu chuyện của anh ta, "Đối với tôi, đó là Frankenstein Meets Werewolf. Đó là Universal chỉ lấy tài sản của họ và bắt đầu chơi với nhau... Vắt sữa. " Tuy nhiên, sau khi xem Alien vs Predator, Cameron nhận xét rằng "nó thực sự khá hay. Tôi nghĩ đến năm bộ phim Alien, tôi đánh giá nó là thứ ba. Tôi thực sự thích nó. Tôi thực sự thích nó rất nhiều." Ngược lại, Ridley Scott không có hứng thú với các bộ phim Alien vs Predator. Khi được hỏi vào tháng 5 năm 2012 nếu anh ấy đã xem chúng, Scott đã cười, "Không. Tôi không thể làm điều đó. Tôi không thể thực hiện bước đó." Đạo diễn Neill Blomkamp cuối cùng sẽ tiếp tục giới thiệu phần tiếp theo của mình cho Người ngoài hành tinh. Tuy nhiên, Scott tuyên bố vào năm 2017 rằng dự án đã bị hủy bỏ.

### Phát triển
Khái niệm Alien vs Predator bắt nguồn từ truyện tranh Aliens vs Predator năm 1989 của các tác giả truyện tranh Randy Stradley và Chris Warner. Nó cũng được gợi ý khi một hộp sọ Người ngoài hành tinh xuất hiện trong trường hợp chiến lợi phẩm trên tàu Predator trong Predator 2. Ngay sau khi phát hành Predator 2, Jim Thomas, đồng tác giả của Predator đã thảo luận về khả năng nhượng quyền của Predator và nhận xét về triển vọng của một bộ phim crossover, nói rằng "Tôi nghĩ rằng Predator vs Alien là một ý tưởng tốt có lẽ sẽ không bao giờ xảy ra". Nhà biên kịch Peter Briggs đã tạo ra kịch bản gốc đặc tả vào năm 1990-1991, dựa trên loạt truyện tranh đầu tiên. Năm 1991, ông đã đưa ra ý tưởng thành công cho 20th Century Fox, người sở hữu nhượng quyền phim, mặc dù công ty đã không tiến hành dự án cho đến năm 2002. Dự án bị trì hoãn chủ yếu vì hãng phim đang làm việc cho Alien: Resurrection. của James DeMonaco và Kevin Fox đã bị nhà sản xuất John Davis từ chối, họ hy vọng sẽ cho bộ phim một cách tiếp cận nguyên bản bằng cách đặt nó trên Trái đất.
Vì có sáu nhà sản xuất giữa các thương hiệu phim, nhà sản xuất của Predator John Davis gặp khó khăn trong việc đảm bảo các quyền vì các nhà sản xuất lo lắng về một bộ phim có hai sinh vật. Paul W. S. Anderson đã kể cho Davis một câu chuyện mà anh đã làm việc trong 8 năm và cho anh xem khái niệm nghệ thuật được tạo ra bởi Randy Bowen. Ấn tượng với ý tưởng của Anderson, Davis nghĩ rằng câu chuyện giống như Jaws ở chỗ nó "vừa lôi cuốn bạn vào, nó lôi cuốn bạn vào".Anderson bắt đầu thực hiện bộ phim sau khi hoàn thành kịch bản cho Resident Evil: Apocalypse, với Shane Salerno đồng sáng tác. Salerno đã dành sáu tháng để viết kịch bản quay, hoàn thành quá trình phát triển và tiếp tục chỉnh sửa trong suốt quá trình sản xuất bộ phim. Dan O'Bannon và Ronald Shusett đã nhận được tín dụng câu chuyện về bộ phim dựa trên các yếu tố từ tác phẩm của họ trên Alien nguyên bản.

### Câu chuyện và bối cảnh

Bị ảnh hưởng bởi thần thoại của Erich von Däniken và người Aztec, Anderson đã đưa Predator đến Trái đất trong tàu vũ trụ và dạy con người cách xây dựng kim tự tháp. Kết quả là, họ được đối xử như những vị thần.

Các báo cáo ban đầu khẳng định câu chuyện là về những người cố gắng dụ dỗ động vật ăn thịt bằng trứng Alien, mặc dù ý tưởng đã bị loại bỏ. Bị ảnh hưởng bởi công trình của Erich von Däniken, Anderson đã nghiên cứu các lý thuyết của von Däniken về cách ông tin rằng các nền văn minh ban đầu có thể xây dựng các kim tự tháp khổng lồ với sự giúp đỡ của người ngoài hành tinh, một ý tưởng được rút ra từ thần thoại Aztec. Anderson đưa những ý tưởng này vào Alien vs Predator, mô tả một kịch bản trong đó Kẻ săn mồi đã dạy người cổ đại xây dựng kim tự tháp và sử dụng Trái đất để thực hiện nghi thức vượt qua cứ sau 100 năm họ sẽ săn lùng Người ngoài hành tinh. Để giải thích làm thế nào những nền văn minh cổ đại này "biến mất không một dấu vết", Anderson đã đưa ra ý tưởng rằng Kẻ săn mồi, nếu bị người ngoài hành tinh áp đảo, sẽ sử dụng vũ khí tự hủy để giết tất cả mọi thứ trong khu vực. Cuốn tiểu thuyết của H. P. Lovecraft Tại Dãy núi điên rồ (1931) là nguồn cảm hứng cho bộ phim, và một số yếu tố của loạt truyện tranh Aliens vs Predator được đưa vào. Kịch bản ban đầu của Anderson kêu gọi năm Kẻ săn mồi xuất hiện trong phim, mặc dù số lượng sau đó đã giảm xuống còn ba.
Vì Alien vs Predator được dự định là phần tiếp theo của các bộ phim Kẻ săn mồi và tiền truyện của loạt phim Alien, Anderson thận trọng với sự liên tục mâu thuẫn trong các nhượng quyền thương mại. Ông đã chọn đặt bộ phim trên hòn đảo Bouvet ở Nam Cực xa xôi của Na Uy bình luận: "Đó chắc chắn là môi trường thù địch nhất trên Trái đất và có lẽ là gần nhất với bề mặt người ngoài hành tinh mà bạn có thể có được." Anderson nghĩ rằng việc đặt bộ phim trong một môi trường đô thị như Thành phố New York sẽ phá vỡ sự liên tục với loạt phim Alien vì nhân vật chính, Ellen Ripley, không biết gì về các sinh vật tồn tại. "Bây giờ bạn không thể có một Người ngoài hành tinh chạy quanh thành phố, vì nó đã được viết lên và mọi người sẽ biết về nó. Vì vậy, không có gì trong bộ phim này mâu thuẫn với bất cứ điều gì đã tồn tại."

### Casting

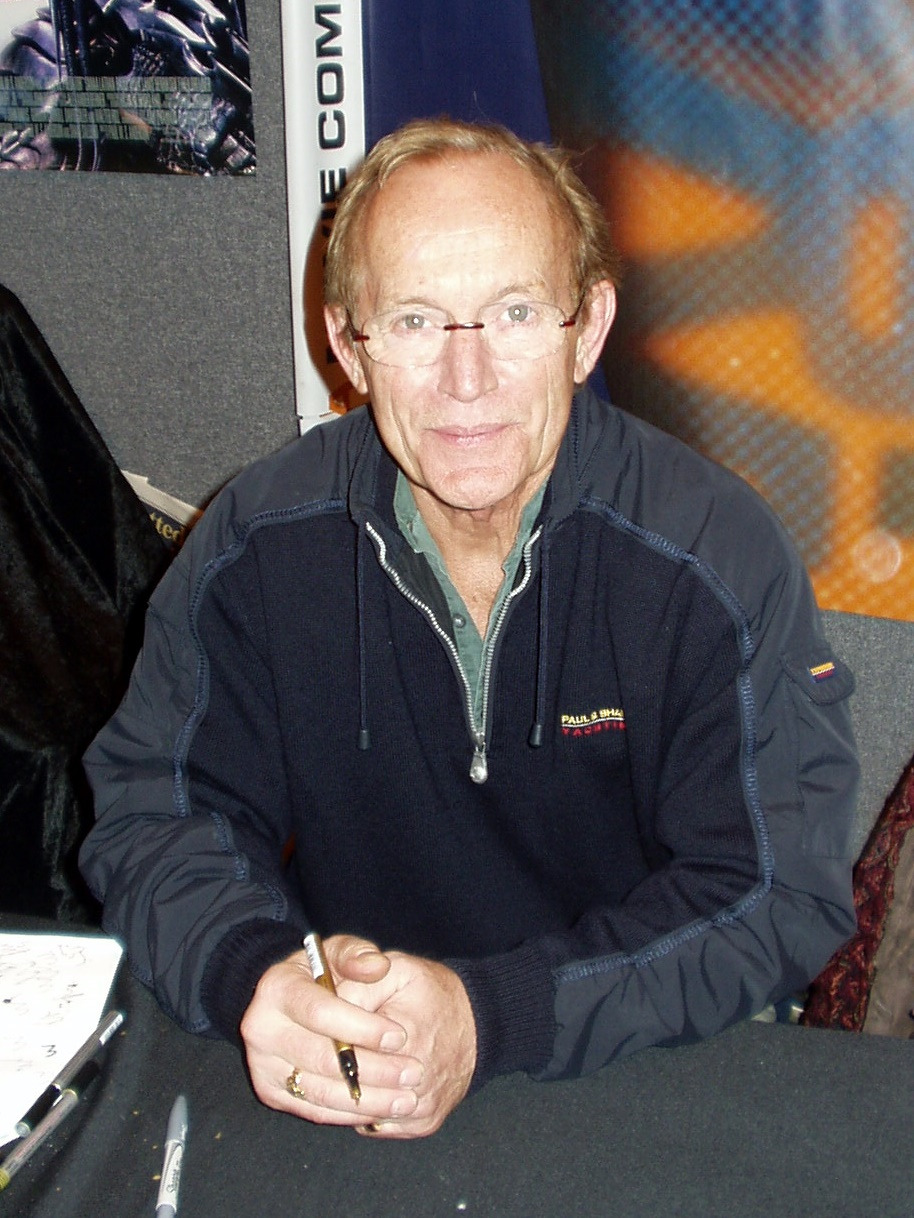
Lance Henriksen là người đầu tiên được chọn vào vai Alien vs Predator, vì Anderson muốn tiếp tục với loạt phim Alien.

Diễn viên đầu tiên được chọn cho Alien vs Predator là Lance Henriksen, người thủ vai nhân vật Giám mục trong Người ngoài hành tinh và Người ngoài hành tinh 3. Mặc dù các bộ phim Alien được thiết lập 150 năm trong tương lai, Anderson muốn tiếp tục với loạt phim bằng cách bao gồm một bộ phim quen thuộc diễn viên. Henriksen đóng vai tỷ phú và kỹ sư tự học Charles Bishop Weyland, một nhân vật có mối quan hệ với Tập đoàn Weyland-Yutani với tư cách là người sáng lập và CEO ban đầu của Weyland Industries. Theo Anderson, Weyland trở nên nổi tiếng nhờ phát hiện ra kim tự tháp, và kết quả là Tập đoàn Weyland-Yutani mô hình hóa android android trong các bộ phim Alien sau anh ta; "khi Android android được tạo ra sau 150 năm, nó được tạo ra với khuôn mặt của người sáng tạo. Nó giống như Microsoft xây dựng một Android trong 100 năm có khuôn mặt của Bill Gates."
Anderson đã chọn một diễn viên châu Âu bao gồm nam diễn viên người Ý Raoul Bova, Ewen Bremner từ Scotland và diễn viên người Anh Colin Salmon. Nhà sản xuất Davis nói, "Có một hương vị quốc tế thực sự cho các diễn viên, và mang lại cho bộ phim rất nhiều nhân vật."
Anderson đã báo cáo trong một cuộc phỏng vấn rằng Thống đốc bang California Arnold Schwarzenegger sẵn sàng tiếp tục vai trò của ông là Thiếu tá Alan "Hà Lan" Schaeffer từ Predator trong một lần xuất hiện ngắn nếu ông thua cuộc bầu cử với điều kiện phải quay phim tại nơi cư trú.

### Quay phim và thiết kế
Việc sản xuất bắt đầu vào cuối năm 2003 tại Barrandov Studios ở Prague, Cộng hòa Séc, nơi hầu hết các cảnh quay đã diễn ra. Nhà thiết kế sản xuất Richard Bridgland phụ trách các bộ, đạo cụ và phương tiện, dựa trên khái niệm nghệ thuật ban đầu Anderson đã tạo ra để đưa ra một hướng rộng lớn về cách mọi thứ sẽ trông như thế nào. 25 đến 30 bộ kích thước thật được xây dựng tại Barrandov Studios, nhiều trong số đó là nội thất của kim tự tháp. Các chạm khắc, điêu khắc và chữ tượng hình của kim tự tháp chịu ảnh hưởng của các nền văn minh Ai Cập, Campuchia và Aztec, trong khi sự dịch chuyển thường xuyên của các phòng của kim tự tháp có nghĩa là gợi lên cảm giác ngột ngạt tương tự như phim Alien. Theo Anderson, nếu anh xây dựng các bộ tại Los Angeles, họ sẽ có giá 20 triệu đô la. Tuy nhiên, ở Prague, họ có giá 2 triệu đô la, một yếu tố quan trọng khi ngân sách của bộ phim chưa đến 50 triệu đô la.
Các mô hình thu nhỏ quy mô thứ ba có chiều cao vài mét đã được tạo ra để mang lại cho bộ phim hiệu ứng của chủ nghĩa hiện thực, thay vì dựa vào hình ảnh do máy tính tạo ra (CGI). Đối với các công trình thu nhỏ của trạm săn cá voi và các bộ có kích thước thật, hơn 700 túi tuyết nhân tạo đã được sử dụng (khoảng 15 tấn20 tấn). Một chiếc tàu phá băng 4,5 mét thu nhỏ với đèn làm việc và radar di chuyển cơ học đã được tạo ra, tiêu tốn gần 37.000 đô la và mất 10 tuần để tạo ra. Nhà sản xuất hiệu ứng hình ảnh Arthur Windus, tuyên bố thu nhỏ có lợi trong quá trình quay phim: "Với đồ họa máy tính, bạn cần dành nhiều thời gian để biến nó thành sự thật. Với một bản thu nhỏ, bạn chụp nó và nó ở đó." Một quy mô thu nhỏ 25 mét của trạm săn cá voi đã được tạo ra trong vài tháng. Nó được thiết kế để mô hình có thể được thu gọn và sau đó được xây dựng lại, điều này chứng tỏ có lợi cho một cảnh quay sáu giây cần chụp lại.

### Hiệu ứng kĩ xảo

Một người ngoài hành tinh thủy lực đã được sử dụng để quay sáu cảnh vì nó nhanh hơn một người đàn ông trong bộ đồ. Con rối cần sáu người để vận hành nó.

Công ty hiệu ứng đặc biệt Amalgamated Dynamics Incorporated (ADI) đã được thuê cho bộ phim, trước đây đã từng làm việc cho Alien 3 và Alien: Resurrection. Các nhà sản xuất hiệu ứng hình ảnh đặc biệt Arthur Windus và John Bruno phụ trách dự án, trong đó có 400 bức ảnh hiệu ứng. Người sáng lập ADI Alec Gillis, Tom Woodruff Jr. và các thành viên trong công ty của họ, bắt đầu thiết kế trang phục, tiểu cảnh và hiệu ứng vào tháng 6 năm 2003. Trong năm tháng, các sinh vật được thiết kế lại, lưỡi cổ tay của Predators được kéo dài hơn khoảng bốn lần so với những người trong phim Kẻ săn mồi và một caster plasma cơ học lớn hơn đã được tạo ra cho Scar Predator.
Hình dạng cơ bản của mặt nạ Kẻ săn mồi được giữ, mặc dù các chi tiết kỹ thuật đã được thêm vào và mỗi Kẻ săn mồi được cung cấp một mặt nạ duy nhất để phân biệt chúng với nhau. Những mặt nạ này được tạo ra bằng đất sét, được sử dụng để tạo khuôn để tạo ra các bản sao sợi thủy tinh. Những bản sao này được vẽ để mang đến một cái nhìn phong hóa, mà Woodruff tuyên bố "đó là tất cả những gì về Động vật ăn thịt". Một con rối Alien thủy lực đã được tạo ra để ADI có thể thực hiện các chuyển động nhanh hơn và mang lại cho Alien vẻ ngoài "mảnh mai và khung xương", thay vì sử dụng diễn viên trong bộ đồ. Con rối cần sáu người để chạy nó; một cho đầu và cơ thể, hai cho cánh tay và thứ sáu để đảm bảo các tín hiệu truyền đến máy tính. Chuyển động đã được ghi lại trong máy tính để những người điều khiển rối có thể lặp lại các động tác mà Anderson thích. Con rối được sử dụng trong sáu cảnh quay, bao gồm cả cảnh chiến đấu với Kẻ săn mồi mất một tháng để quay phim.
Phi hành đoàn đã cố gắng giữ cho CGI sử dụng ở mức tối thiểu, vì Anderson cho biết những người mặc com lê và con rối còn đáng sợ hơn cả quái vật CGI vì họ "ở trong khung". Khoảng 70% các cảnh được tạo ra bằng cách sử dụng bộ quần áo, con rối và tiểu cảnh. Nữ hoàng ngoài hành tinh được quay bằng ba biến thể: phiên bản thực tế 4,8 mét, con rối 1,2 mét và phiên bản do máy tính tạo ra. Phiên bản thực tế yêu cầu 12 con rối hoạt động, và đuôi CGI đã được thêm vào Người ngoài hành tinh và Nữ hoàng vì chúng rất khó để hoạt hình bằng cách sử dụng múa rối. Miệng trong của người ngoài hành tinh nữ hoàng được tự động hóa, và được cung cấp bởi một hệ thống thủy lực. Anderson khen ngợi khả năng xây dựng sự hồi hộp của đạo diễn người ngoài hành tinh Ridley Scott và đạo diễn John McTiernan bằng cách không cho thấy các sinh vật cho đến cuối phim, điều mà Anderson muốn thực hiện với Alien vs. Predator. "Vâng, chúng tôi khiến bạn phải chờ 45 phút, nhưng một khi nó tắt, từ đó cho đến khi kết thúc bộ phim, nó không ngừng nghỉ".

### Âm nhạc
Nhà soạn nhạc người Áo Harald Kloser đã được thuê để tạo ra điểm số của bộ phim. Sau khi hoàn thành điểm số cho The Day After Tomorrow, Kloser được Anderson chọn vì anh là một fan hâm mộ của nhượng quyền thương mại. Nó được ghi ở Luân Đôn, và chủ yếu là dàn nhạc như Anderson nhận xét, "đây là một bộ phim kinh dị và nó cần một số điểm phim kinh điển, đáng sợ để đi cùng với nó, đồng thời nó có hành động rất lớn nên nó cần loại dàn nhạc phù hợp ủng hộ."
Điểm số được phát hành vào ngày 31 tháng 8 năm 2004 và nhận được nhiều ý kiến trái chiều. James Christopher Monger của Allmusic nghĩ rằng Kloser đã giới thiệu tốt các yếu tố điện tử và gọi "Chủ đề chính của Alien vs Predator là một chủ đề đặc biệt nổi bật và đóng vai trò là nguồn sáng tạo liên tục để nhà soạn nhạc nhúng dùi cui của mình." Tuy nhiên, Mike Brennan của Soundtrack cho biết nó "thiếu sự khéo léo của bộ ba phần trước (Người ngoài hành tinh) và bản nhạc Predator, tất cả đều có chung cảm giác nhịp điệu thay cho nội dung theo chủ đề. Kloser ném vào một số tín hiệu bộ gõ thú vị (" Nam Cực " và "Xuống đường hầm"), nhưng giống như một hiệu ứng âm thanh hơn là một họa tiết nhất quán. " John Fallon của JoBlo.com đã so sánh nó với sự phát triển nhân vật trong phim, "quá chung chung để hoàn toàn thu hút hoặc để lại ấn tượng vĩnh viễn".

## Đón nhận
Alien vs Predator được phát hành ở Bắc Mỹ vào ngày 13 tháng 8 năm 2004 tại 3.395 rạp. Bộ phim đã thu về 38,2 triệu đô la vào cuối tuần công chiếu với mức trung bình 11.278 đô la mỗi rạp, và là số một tại phòng vé. Bộ phim đã dành 16 tuần tại các rạp chiếu phim và kiếm được 80.281.096 đô la ở Bắc Mỹ. Nó đã thu về 9 triệu đô la ở Vương quốc Anh, 16 triệu đô la ở Nhật Bản và 8 triệu đô la ở Đức và tổng cộng là 92.262.423 đô la tại phòng vé quốc tế. Điều này đã mang lại tổng doanh thu trên toàn thế giới của bộ phim lên tới $ 172,543,519, khiến nó trở thành bộ phim có doanh thu cao nhất trong các thương hiệu Predator hoặc Aliens (trừ Prometheus, thu được hơn 403 triệu đô la trên toàn thế giới). Nó đứng thứ hai sau Aliens tại phòng vé trong nước, và thứ năm sau ba bộ phim Aliens đầu tiên và bộ phim ăn thịt gốc, khi được điều chỉnh theo lạm phát.
Bộ phim đã không được chiếu trước cho các nhà phê bình và nhận được đánh giá tiêu cực nói chung. Nó được khen ngợi vì hiệu ứng đặc biệt và thiết kế thiết lập, nhưng đã nhận được sự chỉ trích vì lời thoại, "chỉnh sửa nhanh" trong các cảnh chiến đấu, ánh sáng và xếp hạng PG-13 của nó. Trên trang Rotten Tomatoes, bộ phim có rating 21% và xếp hạng trung bình 4.09 / 10, dựa trên 148 đánh giá, với cách đọc đồng thuận quan trọng của trang web, "Gore không sợ hãi và các nhân vật cắt xén các tông làm cho cuộc đụng độ của quái vật ngồi buồn tẻ. " Trên Metacritic, bộ phim có số điểm 29 trên 100, dựa trên 21 nhà phê bình, cho thấy "những đánh giá chung không thuận lợi". Khán giả được bình chọn bởi CinemaScore đã cho bộ phim điểm trung bình "B" theo thang điểm A + đến F.
Rick Kisonak của Film Threat đã ca ngợi bộ phim nói rằng: "Đối với một sản phẩm ngu ngốc lớn về một vụ đánh quái vật trong phim, Alien vs. Predator là một thời gian tốt đáng ngạc nhiên". Ian Gray của Orlando Weekly cảm thấy, "Anderson rõ ràng thích thú khi làm bộ phim tuyệt vời, hoàn toàn ngớ ngẩn này; trái tim anh ấy thể hiện trong từng giọt chất nhờn." Staci Layne Wilson của Horror.com gọi đây là "một bộ phim hay để xem với các bộ hoành tráng và sinh vật đỉnh cao FX, nhưng nó rất giống với các tác phẩm trước đây của Anderson ở chỗ tất cả đều là mặt tiền và không có nền tảng." Gary Dowell của The Dallas Morning News gọi bộ phim là "một nỗ lực minh bạch để bắt đầu hai thương hiệu xuống cấp". Ed Halter của The Village Voice đã mô tả ánh sáng của bộ phim cho các cảnh chiến đấu như là "black-on-black-in-blackness", trong khi Ty Burr của The Boston Globe cảm thấy ánh sáng "khiến khán giả chìm trong bóng tối".

## Phần tiếp theo
Phần tiếp theo có tiêu đề Aliens vs. Predator: Requiem đã được phát hành vào tháng 12 năm 2007.